# Краков-Победник-Вельки (аэродром)
50°05′23″ с. ш. 20°12′06″ в. д.

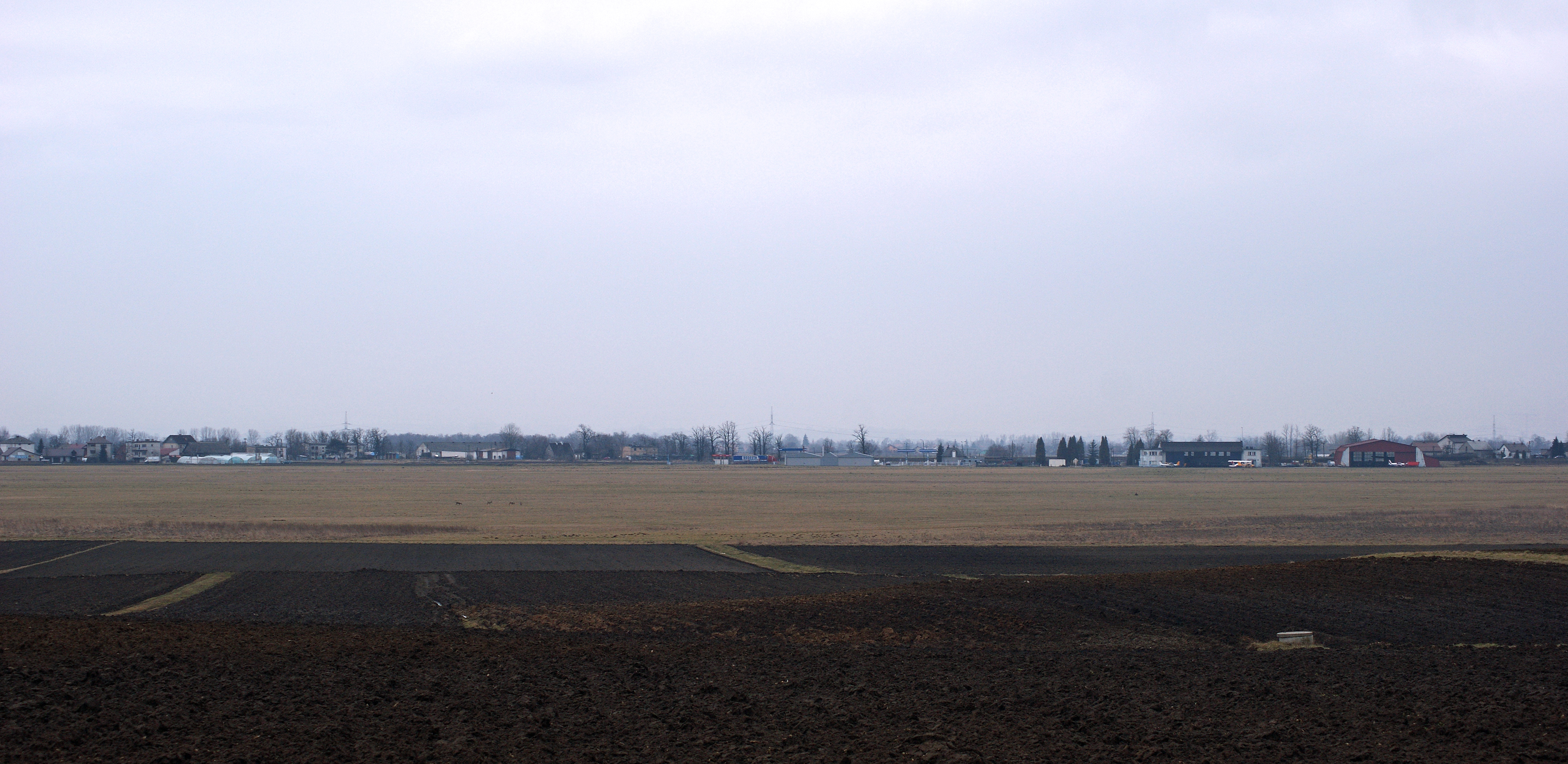
Общий вид аэродрома

Кра́ков-Побе́дник-Ве́льки, код ИКАО — EPKP (пол. Kraków-Pobiednik Wielki) — наименование спортивного аэродрома в Польше, который расположен на востоке от административных границ города Кракова в пределах административных границ населённого пункта Победник-Вельки сельской гмины Иголомя-Вавженьчице Краковского повята Малопольского воеводства.
Аэродром был построен в 1934 году. С 1952 года территория аэродрома перешла в собственность Краковского аэроклуба, который владеет 150 гектарами лётного поля. В настоящее время аэродром является основной базой Краковского аэроклуба.
28 августа 2000 года на территории аэродрома состоялся польский ежегодный рок-фестиваль «Inwazja mocy», в котором участвовала рок-группа «Scorpions». По разным оценкам численность зрителей составила около 700—800 тысяч.